# Geisberg (Wiesbaden)

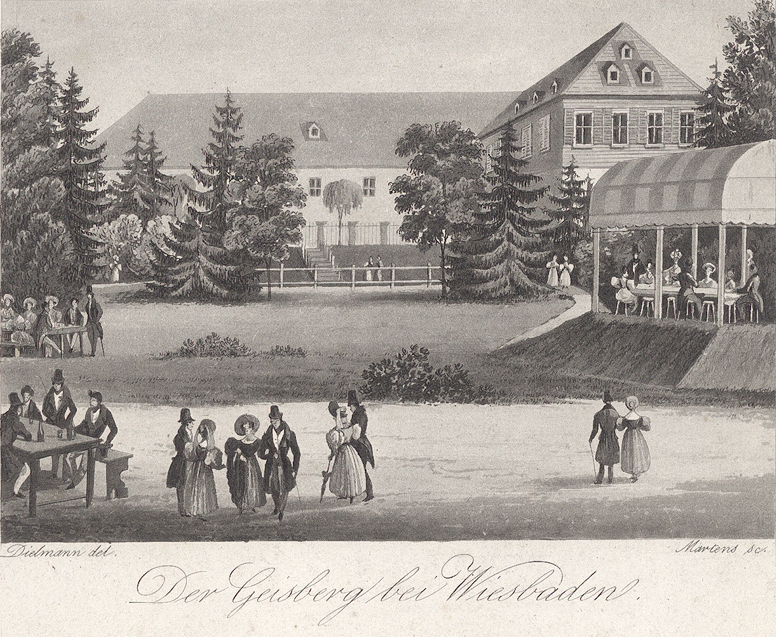
Der Geisberg bei Wiesbaden, 1840

Der Geisberg ist eine rund 210 m hohe Erhebung in der hessischen Landeshauptstadt Wiesbaden.

## Lage

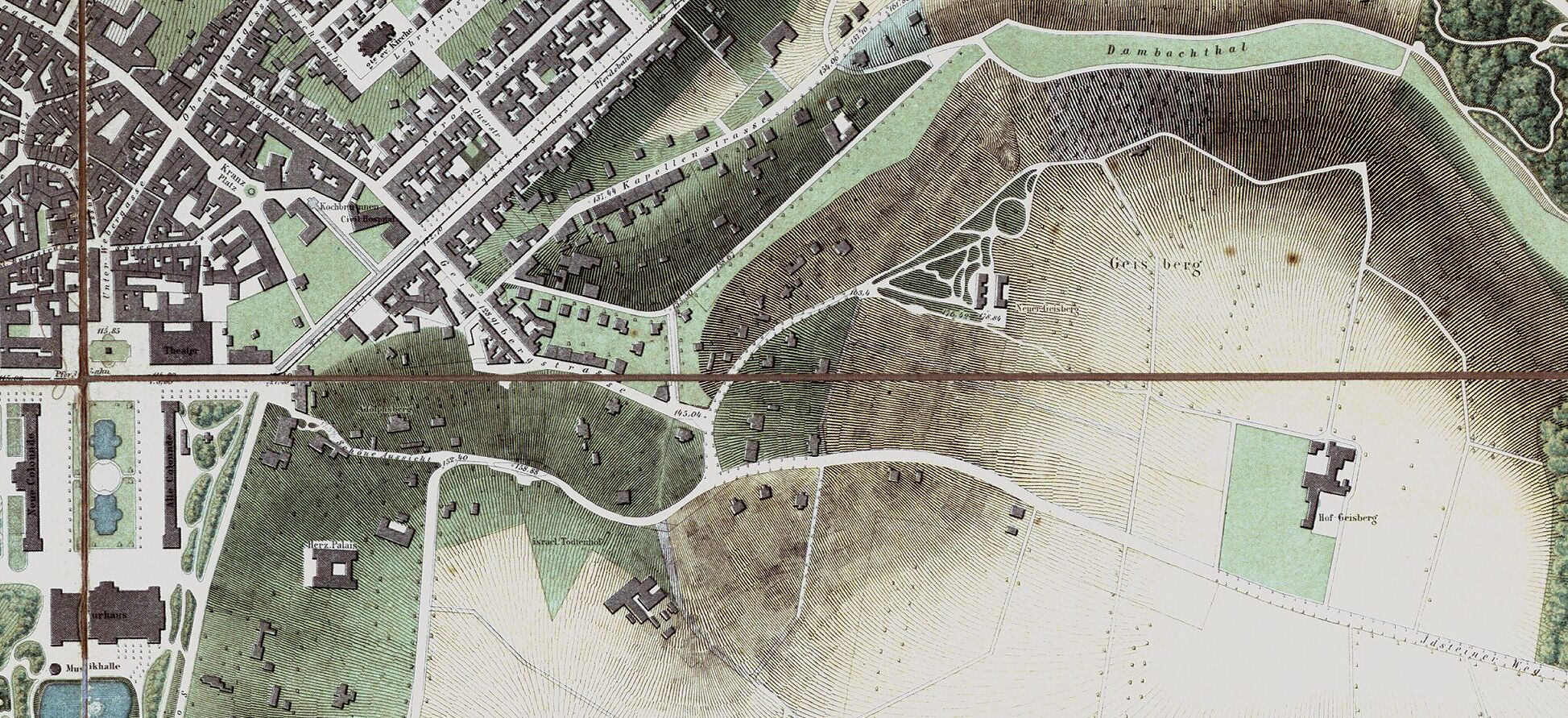
Karte von 1871 mit dem Kurhaus links (Süden) und dem Geisberg rechts (Norden)

Der Geisberg liegt im Wiesbadener Ortsbezirk Nordost. Südlich des Geisbergs liegt die Innenstadt mit dem Kurhaus Wiesbaden. Östlich befindet sich der Kurpark Wiesbaden mit dem Rambach. Nordöstlich liegt der Stadtteil Sonnenberg, nördlich der Hauptkamm des Taunus mit der Platte und der Rassel und westlich das Tal des Dambachs und der Neroberg. Vom Kochbrunnen führen Geisbergstraße und Idsteiner Straße auf die Anhöhe.

## Geschichte
Der nassauische Regierungspräsident Karl Friedrich von Kruse ließ 1788 das Hofgut Geisberg anlegen. Dazu gehörten 50 Morgen Wiese sowie eine Gruppe von Fachwerkhäusern und eine Gastwirtschaft. Kruse verkaufte den Hof 1796 an Fürst Karl Wilhelm zu Nassau, der ihn wiederum seinem Kellereikontrolleur und Landkommissar Friedrich Reinhard Köpp verkaufte. 1811 ging der Geisberg an J. Arnold Ackermann und 1817 an C. Töse über.

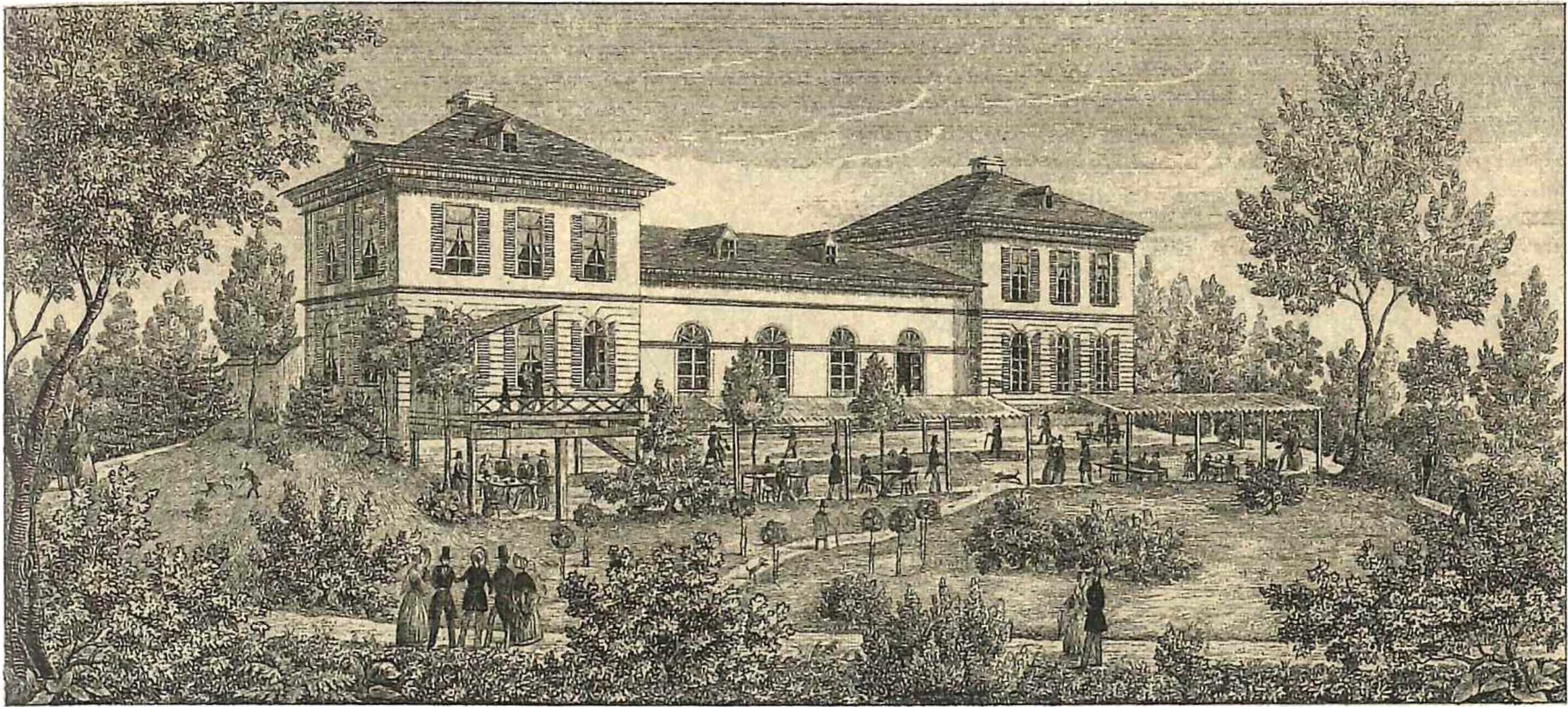
Stich von J. Zingel mit dem „Neuen Geisberg“, 1870

Der Geisberg war ein beliebtes Ausflugslokal der Wiesbadener Kurgäste, rund 1,5 km vom Alten Kurhaus entfernt. An die mehrfachen Besuche Johann Wolfgang von Goethes 1814 und 1815 erinnert die erst 1932 erbaute Goethewarte. Folgende Aussage Goethes soll sich auf den Geisberg beziehen: „Man bedarf in Wiesbaden nur einer Viertelstunde Steigens, um in alle Herrlichkeit der Welt zu blicken.“ Um 1835 wurde der Geisberg Standort des 1818 gegründeten Nassauischen Instituts für Landwirtschaft unter Leitung von Wilhelm Albrecht. Als Ersatz für die Gastwirtschaft wurde um 1835 südlich der „Neue Geisberg“ mit Billard, Schießstand und Kegelbahn erbaut.
1866 ging die Ausbildungsstätte unter der Bezeichnung „Königlich-Preußisches Landwirtschaftliches Institut Hof Geisberg“ an den preußischen Staat über. Die Landwirtschaftsschule zog 1925 aus Platzgründen in die Mainzer Straße. Nach 1925 wurde der Hof Evangelisches Erziehungsheim für Knaben des Evangelischen Vereins für Innere Mission in Nassau (EVIM). In den 1980er-Jahren wurde das Heim in eine reine Tagesbetreuung umgewandelt und ist heute ein sonderpädagogisches Beratungs- und Förderzentrum.

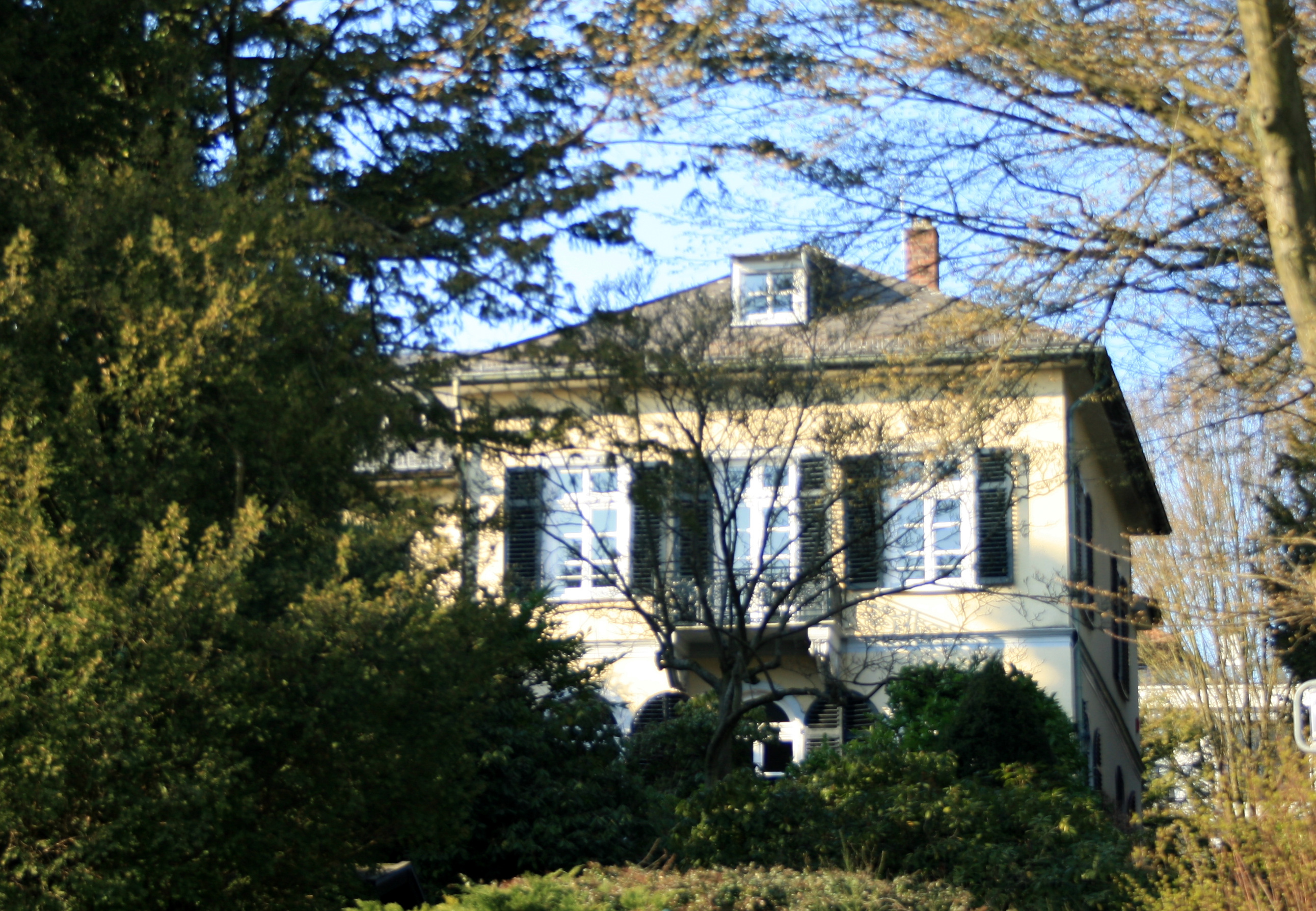
Ahornweg 1, denkmalgeschützter Eckpavillon des „Neuen Geisbergs“ von 1835

Der Neue Geisberg wurde in den 1890er-Jahren zur Villa umgenutzt. Der eingeschossige, leicht zurückgesetzte Mitteltrakt wurde 1936 durch einen zweigeschossigen Trakt ersetzt. Die beiden Eckpavillons blieben erhalten, die „mit Einfühlungsvermögen“ vorgenommenen Änderungen „haben den Charme der ursprünglich biedermeierlich klassizistischen Anlage nicht zerstört“.
Am Geisberg stehen der Hauptsitz des Bundeskriminalamts, die Thomaskirche sowie zahlreiche denkmalgeschützte Villen wie die Villa von Schertel.